# إثارة قانونية

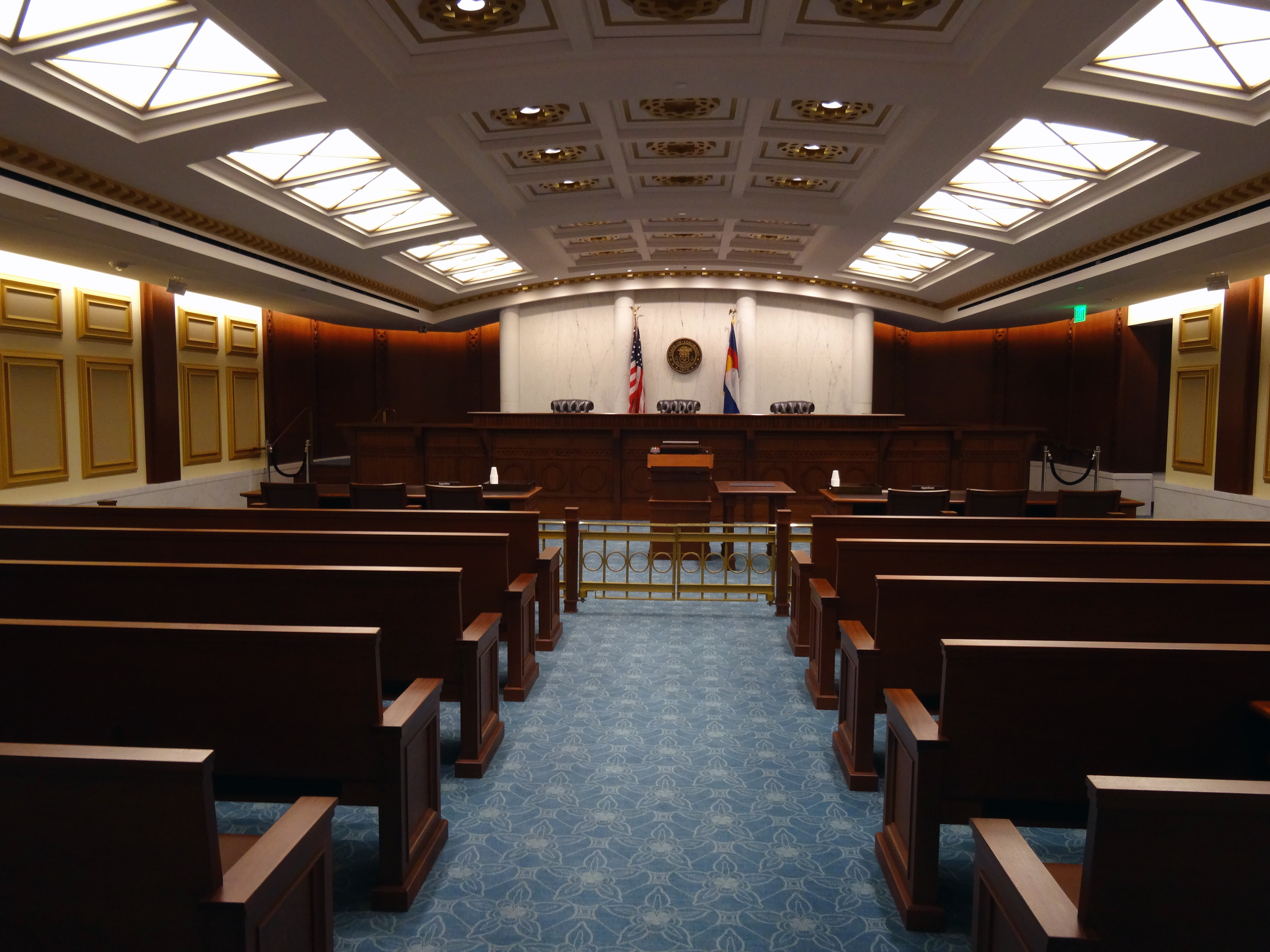
جانب من قاعة المحكمة العنصر الأساسي في الإثارة القانونية

الإثارة القانونية هو نوع من أنواع أدب الجريمة الذي ينتشر بالأساس في الأفلام والمسلسلات والروايات حيث التركيز على التحقيقات الجنائية، وتأثيرها على إجراءات قاعة المحكمة وحياة الشخصيات.
والتأليف القانوني هي خصائص منتشرة  في أفلام ومسلسلات الإثارة القانوني. تؤثر أفعالهم في قاعة المحكمة على نوعية حياة الشخصية، حيث إنها تحدد البراءة السائدة ضد الظلم.
يشكل العديد من المحترفين القانونيين مثل القضاة والمحامين الشخصيات الأساسية لهذا النوع، ويقدمون خبراتهم الخاصة ذات الصلة  يتم اعتماد تجربة التأليف القانوني من خلال الرواية، افتراض الأبرياء التي كتبها المحامي والمؤلف سكوت تورو . اختبر الكتاب الأمريكيون مثل هاربر لي تعاملات والدها كمحام.
يساهم المؤلف جون غريشام كمحامي أيضًا في تطوير نوع الإثارة القانوني. اللغة القانونية هي أيضًا سمة أخرى من سمات الإثارة القانونية. تجسد البرامج التلفزيونية، سوتس وكيف تفلت بجريمة قتل الإثارة القانونية التي تتميز بلغة قانونية. أثرت الروايات والبرامج التلفزيونية من نوع الإثارة القانوني على التعليم. يعالج الكثير منها قضايا العدالة الاجتماعية المعقدة مثل التمييز العنصري وعقوبة الإعدام .